# Stour (Anglia Wschodnia)
Stour (ang. River Stour) – rzeka we wschodniej Anglii, w hrabstwach Cambridgeshire, Essex i Suffolk. Długość rzeki wynosi 72 km, a powierzchnia jej dorzecza 858 km².
Źródło rzeki znajduje się we Wratting Common. Rzeka płynie w kierunku wschodnim, na znacznym odcinku wyznaczając granicę między hrabstwami Suffolk i Essex. Uchodzi do Morza Północnego, w pobliżu miasta Harwich, tworząc estuarium.